# Anubias barteri var. nana

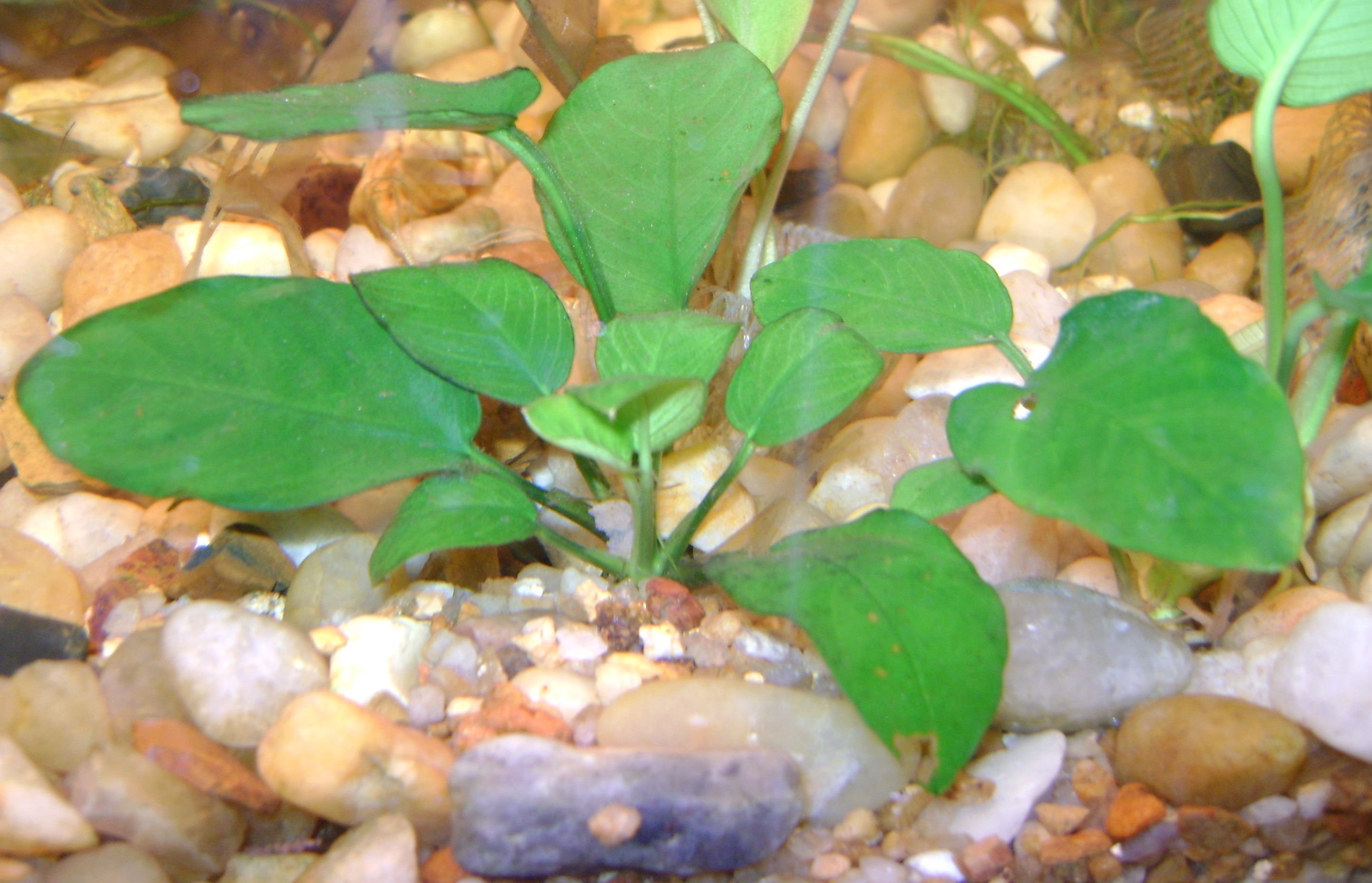
Anubias barteri.

L'Anubias barteri var. nana est une espèce décrite pour la première fois par Adolf Engler en 1899 comme Anubias nana. Cette plante a été classée au statut de variété en 1979.

## Noms communs
Anubia naine[réf. nécessaire].

## Distribution
Il est uniquement connu de Victoria, au Cameroun, en Afrique de l'Ouest.

## Description
C'est une forme naine de l'Anubias barteri. Les épaisses feuilles vert foncé à tige courte de cette plante sont parmi les plus petites et les plus compactes du genre Anubias, atteignant une taille de 15 cm environ.
Une variante d'Anubias barteri var. nana connue sous le nom d'Anubias barteri var. nana gold est disponible dans le commerce aquariophile. Cette variété à des feuilles vert clair à dorées.

## Culture
Comme la plupart des espèces d'Anubias, cette plante pousse bien partiellement ou totalement submergée. Le rhizome doit être au-dessus du substrat, fixé à des rochers ou à du bois. Elle tolère gamme d'éclairage variée, et une plage de température de 20 à 28 °C. Elle peut être multiplié en divisant le rhizome ou en séparant des pousses latérales.